# Timea Szijjártová
Timea Szijjártová, coniugata Sujová (Bratislava, 26 febbraio 1984), è una cestista slovacca.

## Carriera
Con la Slovacchia ha disputato due edizioni dei Campionati europei (2013, 2021).